# While the Patient Slept
Pour plus de détails, voir Fiche technique et Distribution.
While the Patient Slept est un film américain réalisé par Ray Enright en 1935, produit par les studios Warner Bros.

## Synopsis
Dans le somptueux manoir de la famille Federie, l'infirmière Sarah Keate prête main-forte au lieutenant Lance O'Leary afin de démasquer le meurtrier du patient dont elle avait la charge.

## Fiche technique
- Scénario : Robert N. Lee, Eugene Solow, d'après le roman policier homonyme de Mignon G. Eberhart
- Photographie : Arthur Edeson
- Musique : Bernhard Kaun
- Montage : Owen Marks
- Producteur : Harry Joe Brown
- Société de production : First National Pictures
- Genre : Comédie policière
- Format : noir et blanc
- Durée : 66 minutes
- Date de sortie : 2 mars 1935

## Distribution
- Aline MacMahon : Nurse Sarah Keate
- Guy Kibbee : Lieutenant-détective Lance O'Leary
- Lyle Talbot : Ross Lonergan
- Robert Barrat : Adolphe Federie / Charles Federie
- Allen Jenkins : Sergent Jim Jackson, policier
- Patricia Ellis : March Federie
- Hobart Cavanaugh : Eustace Federie
- Dorothy Tree : Mittie Federie
- Henry O'Neill : Elihu Dimuck
- Russell Hicks : Le docteur Jay
- Helen Flint : Isobel Federie, épouse d'Adolphe
- Brandon Hurst : Grondal, maître d'hôtel
- Eddie Shubert : Le détective Muldoon
- Walter Walker : Richard Federie